# پی‌اچ سنج

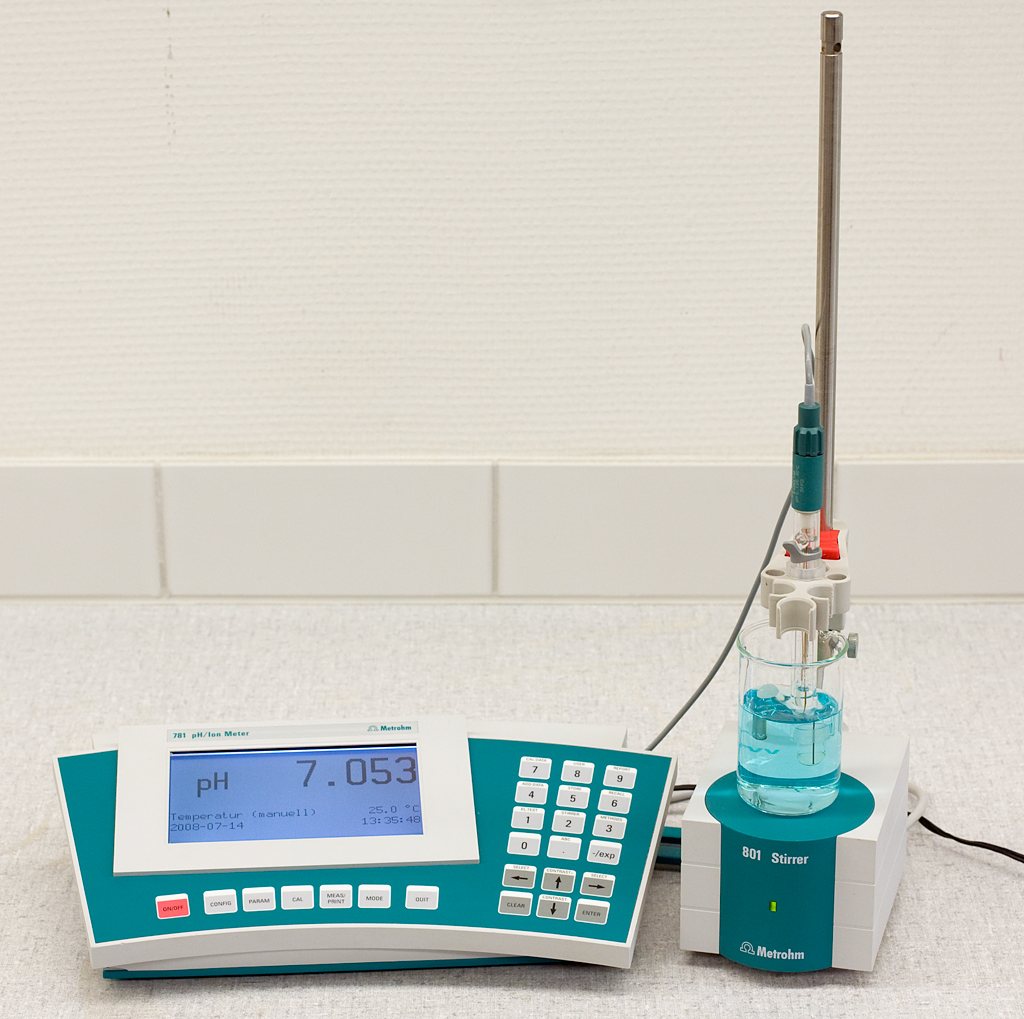
نمونه آزمایشگاهی یک پی‌اچ سنج

پی‌اچ سنج یا پی‌اچ متر(به انگلیسی: pH meter) وسیله‌ای الکترونیکی است که جهت سنجش میزان پی‌اچ (میزان اسیدی یا بازی بودن ماده) به کار می‌رود. این ابزار دارای الکترودهای خاصی است که با قرار دادن در مایع، عدد پی‌اچ آن را روی صفحه نمایشگر خود نمایش می‌دهد. دقت و سرعت این ابزار نسبت به شناساگرهای معمولی بیشتر بوده و به همین دلیل در حال توسعه بیشتر در صنایع مختلف است. پی‌اچ سنج نخستین بار در سال ۱۹۳۶ میلادی توسط شیمیدان آمریکایی ارنولد اورویل بکمان اختراع گردید زمان خریداری یک PH متر رومیزی فاکتورهایی که باید در ذهن داشت ابعاد ابزار ، محدوده ی pH و در دسترس‌پذیری است .

## انواع ph متر

### پی اچ متر دستی پرتابل
پی اچ مترهای دستی پرتابل در گذشته فاقد تعدادی از قابلیت‌های تخصصی رقبای رومیزی خود بودند ، ولی حال بسیاری از این مدل‌های پرتابل در بازار تقریباً به همان پیشرفته‌ای هستند . نسل جدید پی اچ متر‌های پرتابل می‌توانند گزینه‌ای بسیار جذاب برای استفاده در کارهای میدانی با آزمایشگاهی باشند . توجه داشته باشید که یک مدل پرتابل ممکن است قیمت اندکی بالاتر داشته باشد . حالا نگاهی به طیف آشکارسازی pH متر‌های پرتابل می اندازیم تا بتوانید بررسی کنید که به یک مدل محدوده استاندارد یا وسیع نیاز دارید :
A . یک پی اچ متر پرتابل ، محدوده استاندارد مقیاس استاندارد pH از 0 تا 14 را اندازه‌گیری می‌کند که اکثر کاربردها از جمله کاربردهای محلول‌های مبتنی بر آب را در بر می‌گیرد . بعضی از pH مترها مقایس کوچکتری را می خوانند ، نظیر 4 تا 10 ، ولی آن‌ها برای محیط‌های آزمایشگاهی مناسب نیستند و بنابراین در این راهنما لحاظ نشده اند .
B . یک پی اچ متر پرتابل ، محدوده وسیع در کاربردهایی به کار گرفته می‌شود که نیاز به یک اسید پایه دارند که pH آن در محدوده ی استاندارد 0 تا 14 قرار نمی‌گیرد . ممکن است با قرائت منفی نظیر -2 یا بسیار بالای نظیر +20 روبرو شویم . نمونه‌هایی از این دست موارد شامل ” فوق اسیدها ” از جمله اسید تری فلیک و اسید فلئورو سولفونیک می‌شود که به شکل مرسومی در ایجاد و نگهداری کاتیون‌های آلی استفاده می‌شوند که به عنوان مولکول‌های حد واسط در واکنش‌های متعددی مفید به‌شمار می روند ، نظیر آن دسته از مولکول‌هایی که در تولید پلاستیک و بنزن با اکتان بالا و امور تحقیقاتی استفاده می‌شوند .

### پی اچ متر رومیزی
پی اچ مترهای رومیزی از نظر همه کاره بودن عالی هستند بسته به pH متری که انتخاب می کنید ، این مدل‌های انعطاف‌پذیری می‌توانند گزینه‌ای را برای افزودن پرینترهای داخلی ، گزارش گیر داده‌ها ، بسیاری از لوازم جانبی مختلف در اختیار شما قرار دهند . به شکل سنتی ، دقیق‌ترین ، با امکانات‌ترین pH‌ها مدل‌های رومیزی بوده‌اند . سپس ، نگاهی به محدوده ی کشف pH ، دستگاه پی اچ متر بیندازید و نگاه کنید که آیا طیف استاندارد یا وسیع را می خواهید :
1. یک پی اچ متر رو میزی ، طیف استاندارد مقدار استاندارد pH را از 0 تا 14 اندازه‌گیری می‌کند ، که اکثر کاربردها را از جمله محلول‌های مبتنی بر آب تحت پوشش قرار می دهد . بعضی از pH‌ها مقادیر کمتری را می خوانند نظیر 4 تا 10 ، ولی آن‌ها برای اکثر محیط‌های آزمایشگاهی مناسب نیستند ، و بنابراین در این راهنما قرار داده نشده اند .
2. یک پی اچ متر رو میزی ، طیف وسیع در کاربردهایی به کار گرفته می‌شوند که نیاز به یک اسید پایه دارند و خارج از مقیاس استاندارد pH ، 0 تا 14 قرار می‌گیرد . قرائت می‌تواند منفی نظیر 2- باشد یا تا 20+ . نمونه‌هایی از این دست ” فوق اسیدها ” از جمله اسید تریفیلیک و اسید فلئورو سولفونیک هستند که به شکل متداولی در ایجاد و حفظ کاتیون‌های آلی استفاده می‌شوند که در قالب مولکول‌های حد واسط در واکنش‌های متعددی نظیر واکنش‌هایی که شامل تولید پلاستیک و بنزین با اکتان بالا و موارد تحقیقاتی می‌شود ، مفید هستند .